# Ove Dahl
Ove Christian Dahl, född 1862, död 1940, var en norsk botaniker och historiker.
Dahl blev assistent vid universitetets botaniska museum i Kristiania 1893, och var konservator där 1896-1925. Dahl ägnade sig först åt klassisk och germansk filologi men övergick snart till botaniken, särskilt foristiska och växtgeografiska studier, företog botaniska undersökningar i de flesta delar av Norge och utgav en förkortad, moderniserad upplaga av Axel Blytts Haandbog i Norges flora (1906). Hans stora floristiska arbete över Finnmarkens vegetation blev ofullbordat. Bland Dahls arbeten över botanikens historia märks Biskop Gunneus virksomhed fornemmelig som botaniker tilligemed en oversigt over botanikens tilstand i Danmark og Norge indtil hans død (1892-1911) samt Carl von Linnés forbindelse med Norge (1907).
Auktorsnamnet O.C.Dahl kan användas för Ove Dahl i samband med ett vetenskapligt namn inom botaniken; se Wikipediaartiklar som länkar till auktorsnamnet.